# Francis Herbert Dufty
Francis Herbert Dufty II, även känd som Frank Dufty, född omkring 1846 i Kennington i utkanten av London i England, död omkring 1910 i Melbourne i Australien, var en engelsk-australisk fotograf. Han var verksam i Australien och Fiji.

## Biografi
Dufty var son till Francis Herbert Dufty (1819–1906) och Martha Stowe (1821–1905). Han var äldst av sju barn och hade tre systrar och tre bröder. Fadern, med samma namn, var även han fotograf. 1865 migrerade Frank och hans bror Edward till Australien. I september 1868 anlände fadern och yngsta brodern Alfred till Melbourne med SS Great Britain, medan modern och brodern Walter anlände i april 1871.
1883 gifte han sig med Louisa Martha Palmer (1866–1945), och paret fick barnen Pearl Martha (1885–1961) och Colin Francis (1889–1967). Han avled i Melbourne omkring 1910, vid 63 eller 64 års ålder.

### Australien
Dufty var verksam som fotograf i Australien och Fiji åren 1865–1892. Detta skedde delvis i samarbete med två av hans bröder, Edward och Alfred. 
Omkring 1865 etablerade Frank Dufty No. 3 Branch Expedition Portrait Company tillsammans med sin bror Edward. De reste genom guldfälten i delstaten Victoria i södra Australien med en hästdragen, portabel fotostudio. Frank var bosatt i Melbourne, medan Edward troligtvis bodde på landsbygden.
Dufty hade även en fotostudio i Kyneton, Dufty & Carolin, tillsammans med John P. Carolin. 1866 hade de 21 bilder från Kyneton utställda på Melbourne Intercolonial Exhibition. Tre landskapsbilder valdes ut till 1867 års världsutställning i Paris.

### Fiji
Vid 25 års ålder anlände Dufty med SS Egmont till Levuka, Fijis dåvarande huvudstad på ön Ovalau. Han öppnade en fotostudio 24 maj 1871 intill dagstidningen Fiji Times kontor. Hans bror Alfred, då 16 år gammal, anlände från Sydney 29 december samma år för att arbeta med Frank i Dufty-studion. Alfred var dock ofta under längre perioder bortrest till Australien eller Nya Kaledonien, så de flesta av fotografierna från Fiji får nog tillskrivas Frank Dufty.
Dufty-studion var inte den första fotostudio som öppnades i Levuka. Några besökande fotografer hade 1869 kortvarigt arbetat där. Abraham Solomon Levinski, som hade öppnat en fotostudio 26 april 1871, en månad innan Frank Dufty, kunde inte konkurrera med Dufty-studion utan fick inom kort slå igen.
Under sexton år blomstrade Dufty-studion i Levuka och expanderade till ytterligare lokaler. Man producerade porträtt, gatuvyer, landskapsvyer och ett stort antal "cartes de visite", som hade blivit populära i Europa under mitten av 1800-talet. Porträtten var ofta arrangerade, en process som bidrog till skapandet av fijianska stereotyper, även om rekvisitan i form av vapen och kroppssmycken var autentisk. 1880 ställdes Duftys landskapsvyer från Fiji ut på Melbourne International Exhibition.
Fijis huvudstad flyttades 1882 från Levuka till Suva. Alfred Dufty flyttade 1884 eller 1885 till Suva och öppnade där en fotostudio. Konkurrensen från andra fotografer var dock mycket större i Suva än i Levuka, och då även Frank flyttat till Suva 1887 kände de att det inte fanns tillräckligt med arbete för att försörja två familjer. Därför återvände Alfred samma år till Australien. Frank Dufty stannade ytterligare några år i Suva men återvände även han till Australien 1892.

#### Fotografier från Fiji av Francis Herbert Dufty

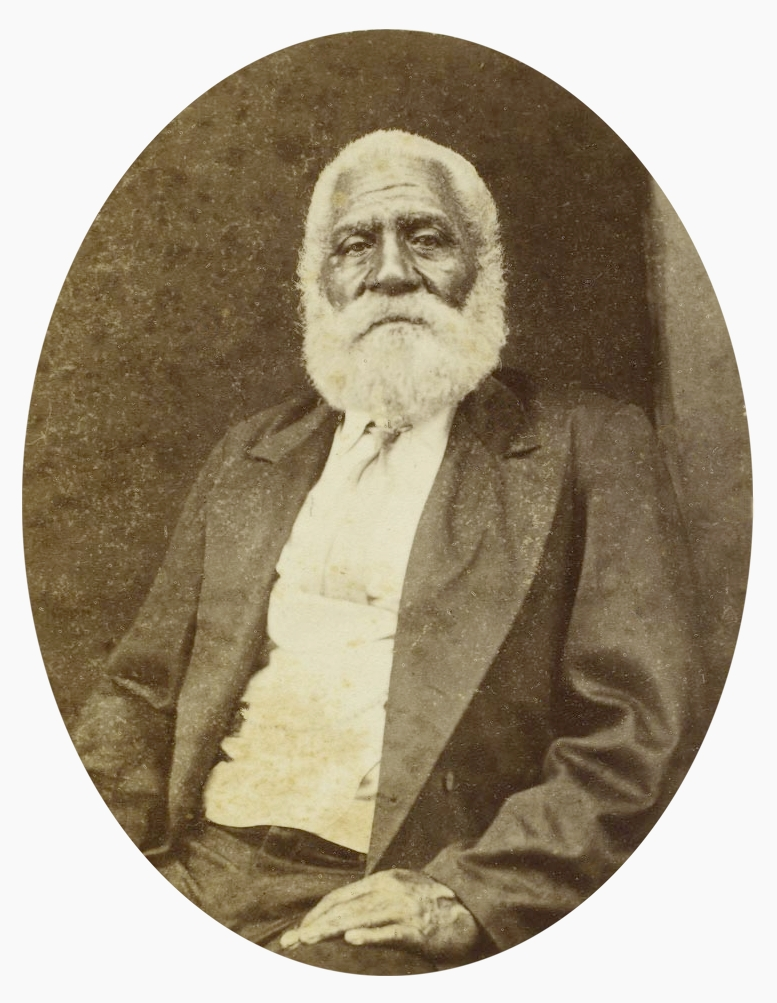
Seru Epenisa Cakobau, kung av Fiji 1871–1874.
Amerikanska konsulatet i Levuka, ur Etnografiska museets samlingar.
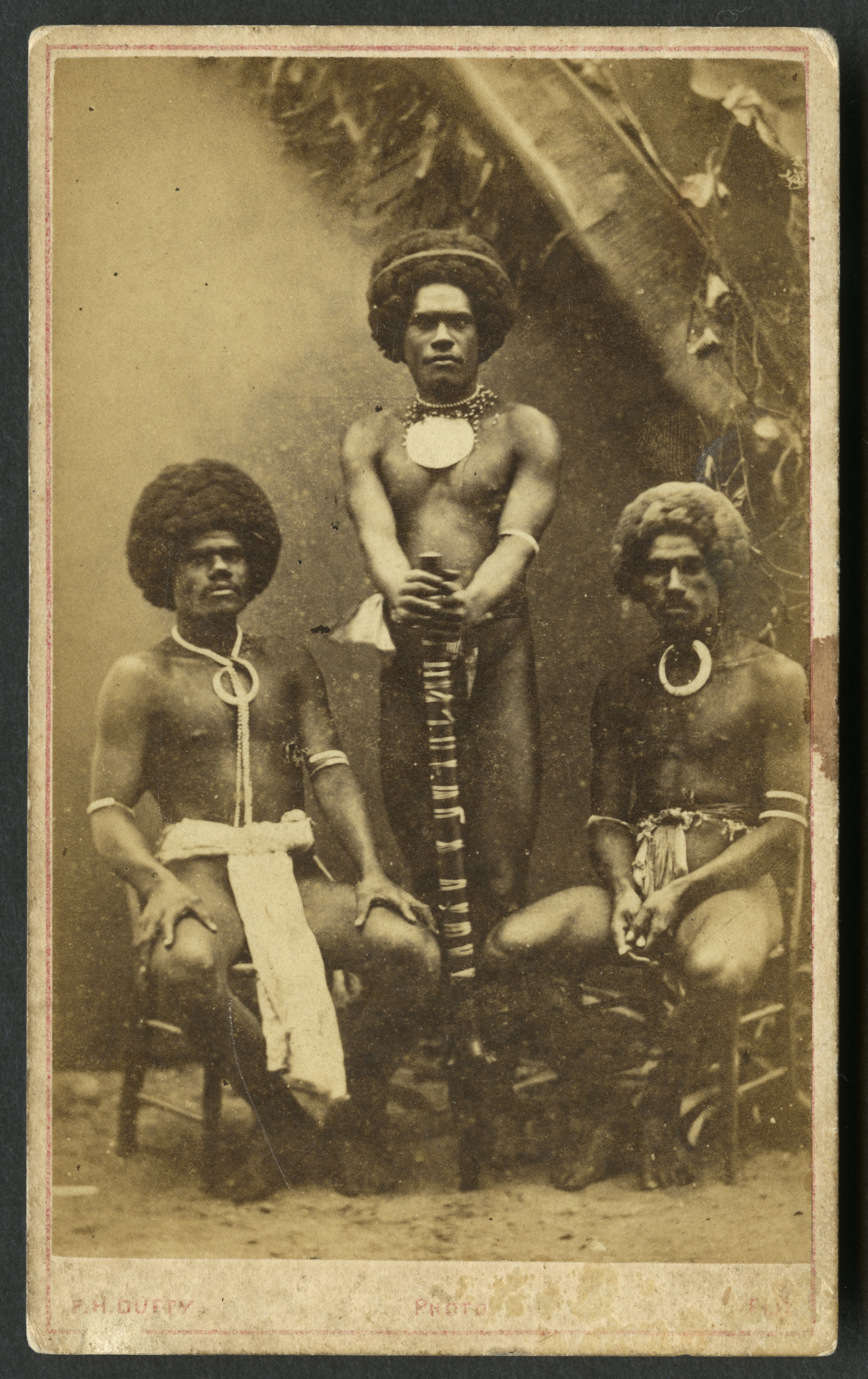
Studioporträtt av tre män från Kai Colo-folket.
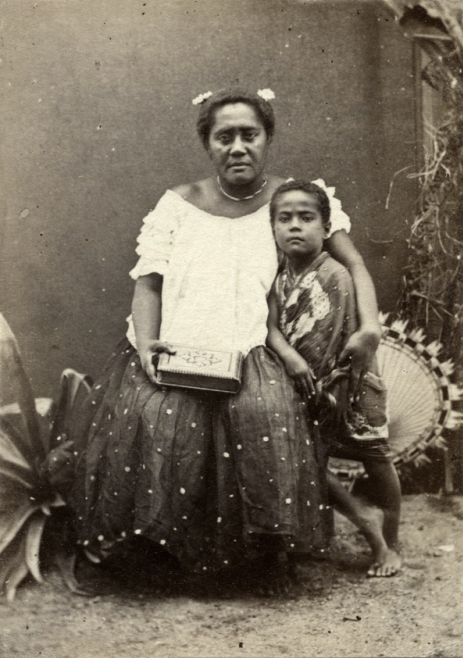
Adi Arieta Kuila, kung Cako-baus äldsta dotter och hennes son Timoce.

Etnografiska museet i Stockholm har 19 fotografier från Fiji (Ovalau, Vanua Levu, Viti Levu, Taveuni och Cicia), insamlade av bankkassören Ossian Koschell; de flesta är med stor sannolikhet tagna av Frank Dufty. Fotografierna ställdes ut på Allmänna etnografiska utställningen i Stockholm 1878–1879.

### Politik
Frank Dufty var en stark förespråkare av Fijis annektering till Storbritannien. Han var en framstående medlem av British Subjects' Mutual Protection Society and Volunteer Corps, en militant grupp grundad 1872 i Levuka av europeiska bosättare. Gruppen var motståndare till kung Seru Epenisa Cakobaus regering, ville införa vit överhöghet och klädde sig som Ku Klux Klan.
Han var medlem av den första frimurarlogen på Fiji, grundad 1871. Han var i tre år ordförande för Levuka Mechanics' Institute och hade flera andra poster.